# Llista de tresmils dels Pirineus

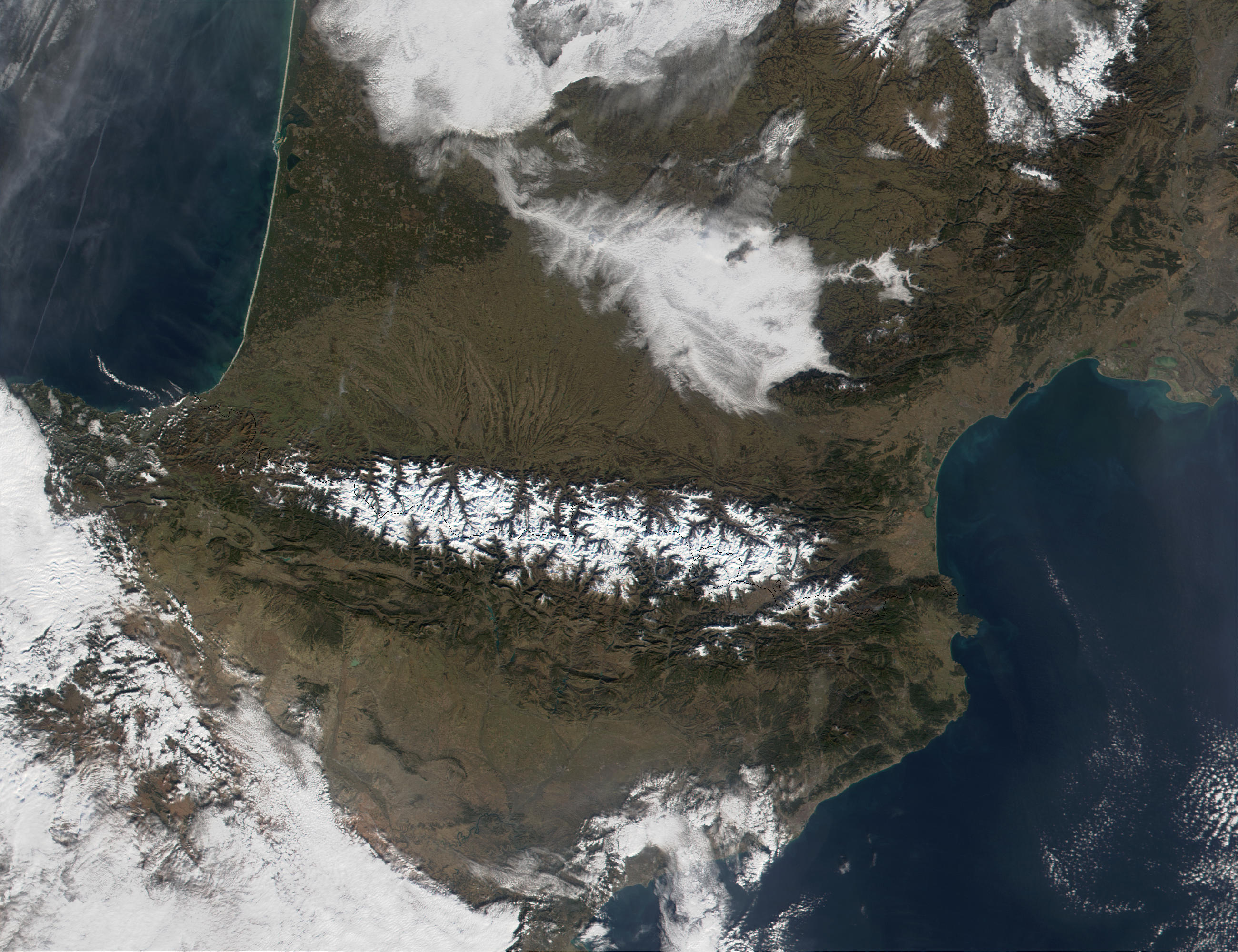
Imatge de satèl·lit de la serralada dels Pirineus.

Aquesta és la llista dels tresmils del Pirineu oficialitzada per la Federació Internacional de Muntanyisme i Escalada. L'any 1998 l'equip dirigit per Juan Buyse va establir aquesta llista, basant-se en el criteri d'incloure els cims amb més de 10m. de desnivell entre dos cims. Va distingir 129 cims principals, i 83 de secundaris.
Posteriorment, s'hi ha afegit el cim de la Torre Cordier.

## Classificació per zones
Estan classificats per zones, segons la classificació feta per Buyse:

### Zona 1: Vathleitosa - Infierno - Argualas
| Cim                 | Alçada  | Categoria | Altres noms         |
| ------------------- | ------- | --------- | ------------------- |
| Agulla Cadier       | 3022 m. | secundari |                     |
| Agulla d'Ussel      | 3022 m. | secundari |                     |
| Agulla Pondiellos   | 3011 m. | secundari |                     |
| Algas               | 3036 m. | principal |                     |
| Algas N             | 3032 m. | secundari |                     |
| Argualas            | 3046 m. | principal |                     |
| Arnales             | 3006 m. | principal |                     |
| Vathleitosa         | 3144 m. | principal |                     |
| Frondella           | 3071 m. | principal |                     |
| Frondella Central   | 3055 m. | secundari |                     |
| Frondella N         | 3062 m. | secundari |                     |
| Frondella SW        | 3001 m. | secundari |                     |
| Garmo Negro         | 3051 m. | principal |                     |
| Gran Facha          | 3005 m. | principal |                     |
| Infierno Central    | 3082 m. | principal |                     |
| Infierno Occidental | 3073 m. | principal |                     |
| Infierno Oriental   | 3076 m. | principal |                     |
| Torre Costerillou   | 3049 m. | secundari | Torre George Cadier |

### Zona 2: Vinyamala
| Cim                                  | Alçada  | Categoria | Altres noms  |
| ------------------------------------ | ------- | --------- | ------------ |
| Agulla Inferior del Clot de la Hount | 3043 m. | secundari |              |
| Agulla Superior del Clot de la Hount | 3115 m. | secundari |              |
| Agulla SW de Cerbillona              | 3051 m. | secundari |              |
| Cerbillona                           | 3247 m. | principal |              |
| Clot de la Hount                     | 3289 m. | principal |              |
| Espatlla Chausenque                  | 3154 m. | secundari |              |
| Grand Tapou                          | 3150 m. | principal |              |
| Pic de Montferrat                    | 3219 m. | principal |              |
| Petit Vinyamala                      | 3032 m. | principal |              |
| Pic du Milieu                        | 3130 m. | principal |              |
| Pic Central                          | 3235 m. | principal |              |
| Vinyamala                            | 3298 m. | principal | Pique Longue |
| Pitó Carré                           | 3197 m. | principal |              |
| Punta Chausenque                     | 3204 m. | principal |              |
| Punta Inferior del Tapou             | 3124 m. | secundari |              |
| Punta Superior del Tapou             | 3132 m. | secundari |              |

### Zona 3: Mont Perdut
| Cim                          | Alçada  | Categoria | Altres noms |
| ---------------------------- | ------- | --------- | ----------- |
| Astazu Occidental            | 3012 m. | principal |             |
| Astazu Oriental              | 3071 m. | principal |             |
| Baudrimont NW                | 3045 m. | principal |             |
| Baudrimont SE                | 3026 m. | principal |             |
| Casco de Marboré             | 3006 m. | principal |             |
| Cilindre de Marboré          | 3328 m. | principal |             |
| Dit del Mont Perdut          | 3188 m. | secundari |             |
| Espatlla de Marboré          | 3073 m. | principal |             |
| Espatlla Esparets            | 3077 m. | secundari |             |
| Gabieto Occidental           | 3034 m. | principal |             |
| Gabieto Oriental             | 3031 m. | principal |             |
| Marboré                      | 3248 m. | principal |             |
| Mont Perdut                  | 3355 m. | principal |             |
| Pic Central de la Cascada    | 3106 m. | principal | Pic Brulle  |
| Pic Occidental de la Cascada | 3095 m. | principal |             |
| Pic Oriental de la Cascada   | 3161 m. | principal |             |
| Pitó SW del Cilindre         | 3194 m. | secundari |             |
| Punta de las Olas            | 3002 m. | principal |             |
| Punta Escaleras              | 3027 m. | secundari |             |
| Soum de Ramond               | 3254 m. | principal | Anyiscle    |
| Taillón                      | 3144 m. | principal |             |
| Torre de Marboré             | 3009 m. | principal |             |

### Zona 4: La Múnia
| Cim              | Alçada   | Categoria | Altres noms |
| ---------------- | -------- | --------- | ----------- |
| Heid             | 3022 m.  | principal |             |
| La Múnia         | 3133 m.  | principal |             |
| Petita Múnia     | 3096 m.  | secundari |             |
| Pointe des Aires | 3.028 m. | secundari |             |
| Robinyera        | 3003 m.  | principal |             |
| Sierra Morena    | 3090 m.  | principal |             |
| Troumouse        | 3085 m.  | principal |             |

### Zona 5: Nhèuvièlha - Pic Long
| Cim                  | Alçada  | Categoria | Altres noms  |
| -------------------- | ------- | --------- | ------------ |
| Agulla Badet         | 3135 m. | secundari |              |
| Agulla Torrat        | 3014 m. | secundari |              |
| Badet                | 3160 m. | principal |              |
| Bugarret             | 3031 m. | principal |              |
| Campvièlh            | 3173 m. | principal |              |
| Dènt d'Estibèra Mala | 3017 m. | principal |              |
| Estaragne            | 3006 m. | principal |              |
| Mau                  | 3074 m. | principal |              |
| Maubic               | 3058 m. | secundari |              |
| Pala Crabonosa       | 3021 m. | principal |              |
| Pic Lentilla         | 3154 m. | secundari | Campbiel SSW |
| Pic Long             | 3192 m. | principal |              |
| Pic de Nhèuvièlha    | 3091 m. | principal |              |
| Punta Rebol Vidal    | 3007 m. | secundari |              |
| Ramonh               | 3011 m. | principal |              |
| Tres Conselhèrs      | 3039 m. | principal |              |
| Turon de Nhèuvièlha  | 3035 m. | principal |              |

### Zona 6: Culfreda - Bachimala
| Cim                      | Alçada  | Categoria | Altres noms  |
| ------------------------ | ------- | --------- | ------------ |
| Abeillé                  | 3029 m. | principal |              |
| Culfreda                 | 3034 m. | principal |              |
| Culfreda Central         | 3028 m. | secundari |              |
| Culfreda NE              | 3032 m. | secundari |              |
| Lustou                   | 3023 m. | principal |              |
| Petit Bachimala          | 3061 m. | secundari |              |
| Pic de la Pez            | 3024 m. | principal |              |
| Pic Marcos Feliu         | 3057 m. | principal |              |
| Pic del Puerto de la Pez | 3018 m. | principal |              |
| Bachimala                | 3177 m. | principal | Pic Schrader |
| Punta del Ibón           | 3100 m. | secundari |              |
| Punta del Sabre          | 3136 m. | principal |              |
| Punta Ledormeur          | 3120 m. | principal |              |

### Zona 7: Posets - Eriste
| Cim                     | Alçada  | Categoria | Altres noms      |
| ----------------------- | ------- | --------- | ---------------- |
| Eriste N                | 3025 m. | principal | Beraldi          |
| Dent de Llardana        | 3085 m. | principal |                  |
| Dent Royo               | 3010 m. | secundari |                  |
| Eriste S                | 3045 m. | principal |                  |
| Forqueta                | 3007 m. | principal |                  |
| Forqueta SE             | 3004 m. | secundari |                  |
| Pic dels Veteranos      | 3125 m. | principal | Gemelo Nord      |
| Gran Pic d'Eriste       | 3053 m. | principal |                  |
| Espadas                 | 3332 m. | principal |                  |
| Pavots                  | 3121 m. | principal |                  |
| Pic de Bardamina        | 3079 m. | principal |                  |
| Pic dels Bessons Ravier | 3160 m. | principal |                  |
| Pic de Paúl             | 3078 m. | principal |                  |
| Pic de Posets           | 3375 m. | principal | Tuca de Llardana |
| Pic Inferior de Paúl    | 3073 m. | secundari |                  |
| Tuca de Llardaneta      | 3311 m. | principal |                  |
| Tuca Forao de la Neu    | 3080 m. | secundari |                  |
| Tuqueta Roya            | 3273 m. | secundari |                  |

### Zona 8: Clarabide - Perdiguero - Boum
| Cim                         | Alçada  | Categoria | Altres noms       |
| --------------------------- | ------- | --------- | ----------------- |
| Agulla Central NW de Lézat  | 3058 m. | secundari |                   |
| Agulla Central SE de Lézat  | 3037 m. | secundari |                   |
| Agulla de Lliterola         | 3028 m. | secundari |                   |
| Agulla Inferior de Lézat    | 3023 m. | secundari |                   |
| Agulla Jean Garnier         | 3025 m. | secundari |                   |
| Agulla Superior de Lézat    | 3069 m. | secundari |                   |
| Belloc Central              | 3006 m. | secundari |                   |
| Belloc S                    | 3007 m. | secundari |                   |
| Boum                        | 3006 m. | principal |                   |
| Cap Dera Baquo Occidental   | 3097 m. | secundari |                   |
| Cap Dera Baquo Oriental     | 3103 m. | secundari |                   |
| Crabioules Occidental       | 3106 m. | principal |                   |
| Crabioules Oriental         | 3116 m. | principal |                   |
| Espijeoles                  | 3065 m. | principal |                   |
| Gran Quayrat                | 3060 m. | principal |                   |
| Fita E de Perdiguero        | 3170 m. | secundari |                   |
| Fita W de Perdiguero        | 3176 m. | secundari |                   |
| Maupas                      | 3109 m. | principal |                   |
| Petit Pic del Portilló      | 3000 m. | secundari |                   |
| Perdiguero                  | 3222 m. | principal |                   |
| Pic Audoubert               | 3045 m. | secundari |                   |
| Pic Belloc                  | 3008 m. | principal |                   |
| Pic Camboué                 | 3043 m. | principal |                   |
| Pic de Clarabide            | 3020 m. | principal |                   |
| Pic de Gías                 | 3011 m. | principal |                   |
| Pic de Gourgs Blancs        | 3129 m. | principal |                   |
| Pic Gourdon                 | 3034 m. | principal | Pic Noir          |
| Pic Jean Arlaud             | 3065 m. | principal | Pic del Port d'Oô |
| Pic Lézat                   | 3107 m. | principal |                   |
| Pic Navarro                 | 3043 m. | secundari |                   |
| Pic Occidental de Clarabide | 3008 m. | secundari |                   |
| Pic Oriental de Clarabide   | 3012 m. | secundari |                   |
| Pic del Portilló d'Oô       | 3050 m. | principal | Pic Ollivier      |
| Pic Rabadà                  | 3045 m. | secundari |                   |
| Pic Royo                    | 3121 m. | principal |                   |
| Pic Saint Saud              | 3003 m. | principal |                   |
| Punta de Lliterola          | 3132 m. | principal |                   |
| Punta Lacq                  | 3010 m. | secundari |                   |
| Punta Lourde Rocheblave     | 3104 m. | secundari |                   |
| Punta Mamy                  | 3048 m. | secundari |                   |
| Seil Dera Baquo             | 3110 m. | principal |                   |
| Torre Armengaud             | 3114 m. | secundari |                   |
| Tuca de Lliterola           | 3095 m. | secundari |                   |
| Tusse de Remunye            | 3041 m. | secundari |                   |

### Zona 9: Maladeta - Aneto
| Cim                                  | Alçada  | Categoria | Altres noms                 |
| ------------------------------------ | ------- | --------- | --------------------------- |
| Agulla Argarot                       | 3035 m. | secundari |                             |
| Agulla Cregüenya                     | 3043 m. | secundari |                             |
| Agulla Daviu                         | 3350 m. | secundari |                             |
| Agulla Escudier                      | 3315 m. | secundari |                             |
| Agulla Franqueville                  | 3065 m. | secundari |                             |
| Agulla Haurillón                     | 3075 m. | secundari |                             |
| Agulla Juncadella                    | 3021 m. | principal |                             |
| Agulla S de Russell                  | 3146 m. | secundari |                             |
| Agulla SW de Russell                 | 3029 m. | secundari |                             |
| Agulla Tchihatcheff                  | 3052 m. | secundari |                             |
| Pic d'Aneto                          | 3404 m. | principal |                             |
| Dent d'Alba                          | 3136 m. | principal |                             |
| Espatlla d'Aneto                     | 3350 m. | principal | Cap dels 5 Germans Cadier   |
| Forca Estasen                        | 3028 m. | secundari |                             |
| Torre de Salenques                   | 3111 m. | secundari | Gendarme Torre de Salenques |
| Gendarme d'Alba                      | 3054 m. | secundari |                             |
| Gendarme Schmidt Endell              | 3335 m. | secundari |                             |
| La Maladeta                          | 3308 m. | principal |                             |
| Muela d'Alba                         | 3118 m. | secundari |                             |
| Pic Abadías                          | 3279 m. | secundari |                             |
| Pic del Coll de la Rimaya            | 3265 m. | secundari |                             |
| Pic de Coronas                       | 3293 m. | principal |                             |
| Pic d'Alba                           | 3118 m. | principal |                             |
| Pic d'Aragüells                      | 3037 m. | principal |                             |
| Pic de Tempestats                    | 3290 m. | principal |                             |
| Pic de Vallibierna                   | 3067 m. | principal |                             |
| Pic del Mig                          | 3346 m. | principal |                             |
| Pic le Bondidier                     | 3185 m. | principal |                             |
| Pic Maldito                          | 3350 m. | principal |                             |
| Pic Margalida                        | 3241 m. | principal |                             |
| Pic Russell                          | 3207 m. | principal |                             |
| Primer Pic Occidental de la Maladeta | 3254 m. | principal | Pic Cordier                 |
| Primer Ressalt de Salenques          | 3127 m. | secundari |                             |
| Punta Bretxa de Russell              | 3192 m. | secundari |                             |
| Punta Bretxa de Tempestades          | 3274 m. | secundari |                             |
| Punta d'Astorg                       | 3355 m. | principal |                             |
| Punta Delmás                         | 3170 m. | secundari |                             |
| Punta Oliveras                       | 3298 m. | secundari | Punta Oliveras-Arenas       |
| Punta Russell Oriental               | 3034 m. | secundari |                             |
| Russell SE                           | 3205 m. | secundari |                             |
| Segon Pic Occidental de la Maladeta  | 3220 m. | principal | Pic Sayó                    |
| Segon Ressalt de Salenques           | 3148 m. | secundari |                             |
| Tercer Pic Occidental de la Maladeta | 3185 m. | principal | Pic Mir                     |
| Torre Cordier                        | 3052 m. | principal |                             |
| Tuc de Molières                      | 3010 m. | principal |                             |
| Tuca de Culebres                     | 3062 m. | principal |                             |
| Tuca del Coll de Coronas             | 3286 m. | secundari |                             |

### Zona 10: Besiberri
| Cim                         | Alçada  | Categoria | Altres noms |
| --------------------------- | ------- | --------- | ----------- |
| Besiberri Nord              | 3014 m. | principal |             |
| Besiberri Sud               | 3030 m. | principal |             |
| Comaloforno                 | 3033 m. | principal |             |
| Punta Alta de Comalesbienes | 3014 m. | principal |             |

### Zona 11: Estats
| Cim               | Alçada  | Categoria | Altres noms |
| ----------------- | ------- | --------- | ----------- |
| Pica d'Estats     | 3143 m. | principal |             |
| Pic de Sotllo     | 3072 m. | principal |             |
| Pic Verdaguer     | 3131 m. | principal |             |
| Montcalm          | 3077 m. | principal |             |
| Punta Gabarró     | 3115 m. | secundari |             |
| Rodó de Canalbona | 3004 m. | secundari |             |

## Classificació per alçades
| Cim                                  | Alçada   | Categoria | Altres noms                 | Zona (segons Buysé)               |
| ------------------------------------ | -------- | --------- | --------------------------- | --------------------------------- |
| Pic d'Aneto                          | 3.404 m. | principal |                             | Maladeta - Aneto                  |
| Pic de Posets                        | 3.375 m. | principal | Tuca de Llardana            | Posets - Eriste                   |
| Mont Perdut                          | 3.355 m. | principal |                             | Mont Perdut                       |
| Punta d'Astorg                       | 3.355 m. | principal |                             | Maladeta - Aneto                  |
| Agulla Daviu                         | 3.350 m. | secundari |                             | Maladeta - Aneto                  |
| Espatlla d'Aneto                     | 3.350 m. | principal | Cap dels 5 Germans Cadier   | Maladeta - Aneto                  |
| Pic Maldito                          | 3.350 m. | principal |                             | Maladeta - Aneto                  |
| Pic del Mig                          | 3.346 m. | principal |                             | Maladeta - Aneto                  |
| Gendarme Schmidt Endell              | 3.335 m. | secundari |                             | Maladeta - Aneto                  |
| Espadas                              | 3.332 m. | principal |                             | Posets - Eriste                   |
| Cilindre de Marboré                  | 3.328 m. | principal |                             | Mont Perdut                       |
| Agulla Escudier                      | 3.315 m. | secundari |                             | Maladeta - Aneto                  |
| Tuca de Llardaneta                   | 3.311 m. | principal |                             | Posets - Eriste                   |
| La Maladeta                          | 3.308 m. | principal |                             | Maladeta - Aneto                  |
| Punta Oliveras                       | 3.298 m. | secundari | Punta Oliveras-Arenas       | Maladeta - Aneto                  |
| Vinyamala                            | 3.298 m. | principal | Pique Longue                | Vinyamala                         |
| Pic de Coronas                       | 3.293 m. | principal |                             | Maladeta - Aneto                  |
| Pic de Tempestats                    | 3.290 m. | principal |                             | Maladeta - Aneto                  |
| Clot de la Hount                     | 3.289 m. | principal |                             | Vinyamala                         |
| Tuca del Coll de Coronas             | 3.286 m. | secundari |                             | Maladeta - Aneto                  |
| Pic Abadías                          | 3.279 m. | secundari |                             | Maladeta - Aneto                  |
| Punta Bretxa de Tempestades          | 3.274 m. | secundari |                             | Maladeta - Aneto                  |
| Tuqueta Roya                         | 3.273 m. | secundari |                             | Posets - Eriste                   |
| Pic del Coll de la Rimaya            | 3.265 m. | secundari |                             | Maladeta - Aneto                  |
| Primer Pic Occidental de la Maladeta | 3.254 m. | principal | Pic Cordier                 | Maladeta - Aneto                  |
| Soum de Ramond                       | 3.254 m. | principal | Anyiscle                    | Mont Perdut                       |
| Marboré                              | 3.248 m. | principal |                             | Mont Perdut                       |
| Cerbillona                           | 3.247 m. | principal |                             | Vinyamala                         |
| Pic Margalida                        | 3.241 m. | principal |                             | Maladeta - Aneto                  |
| Pic Central                          | 3.235 m. | principal |                             | Vinyamala                         |
| Perdiguero                           | 3.222 m. | principal |                             | Clarabide - Perdiguero - Boum     |
| Segon Pic Occidental de la Maladeta  | 3.220 m. | principal | Pic Sayó                    | Maladeta - Aneto                  |
| Pic de Montferrat                    | 3.219 m. | principal |                             | Vinyamala                         |
| Pic Russell                          | 3.207 m. | principal |                             | Maladeta - Aneto                  |
| Russell SE                           | 3.205 m. | secundari |                             | Maladeta - Aneto                  |
| Punta Chausenque                     | 3.204 m. | principal |                             | Vinyamala                         |
| Pitó Carré                           | 3.197 m. | principal |                             | Vinyamala                         |
| Pitó SW del Cilindre                 | 3.194 m. | secundari |                             | Mont Perdut                       |
| Pic Long                             | 3.192 m. | principal |                             | Nhèuvièlha - Pic Long             |
| Punta Bretxa de Russell              | 3.192 m. | secundari |                             | Maladeta - Aneto                  |
| Dit del Mont Perdut                  | 3.188 m. | secundari |                             | Mont Perdut                       |
| Pic le Bondidier                     | 3.185 m. | principal |                             | Maladeta - Aneto                  |
| Tercer Pic Occidental de la Maladeta | 3.185 m. | principal | Pic Mir                     | Maladeta - Aneto                  |
| Bachimala                            | 3.177 m. | principal | Pic Schrader                | Culfreda - Bachimala              |
| Fita W de Perdiguero                 | 3.176 m. | secundari |                             | Clarabide - Perdiguero - Boum     |
| Campvièlh                            | 3.173 m. | principal |                             | Nhèuvièlha - Pic Long             |
| Fita E de Perdiguero                 | 3.170 m. | secundari |                             | Clarabide - Perdiguero - Boum     |
| Punta Delmás                         | 3.170 m. | secundari |                             | Maladeta - Aneto                  |
| Pic Oriental de la Cascada           | 3.161 m. | principal |                             | Mont Perdut                       |
| Badet                                | 3.160 m. | principal |                             | Nhèuvièlha - Pic Long             |
| Pic dels Bessons Ravier              | 3.160 m. | principal |                             | Posets - Eriste                   |
| Espatlla Chausenque                  | 3.154 m. | secundari |                             | Vinyamala                         |
| Pic Lentilla                         | 3.154 m. | secundari | Campbiel SSW                | Nhèuvièlha - Pic Long             |
| Grand Tapou                          | 3.150 m. | principal |                             | Vinyamala                         |
| Segon Ressalt de Salenques           | 3.148 m. | secundari |                             | Maladeta - Aneto                  |
| Agulla S de Russell                  | 3.146 m. | secundari |                             | Maladeta - Aneto                  |
| Taillón                              | 3.144 m. | principal |                             | Mont Perdut                       |
| Vathleitosa                          | 3.144 m. | principal |                             | Vathleitosa - Infierno – Argualas |
| Pica d'Estats                        | 3.143 m. | principal |                             | Estats                            |
| Dent d'Alba                          | 3.136 m. | principal |                             | Maladeta - Aneto                  |
| Punta del Sabre                      | 3.136 m. | principal |                             | Culfreda - Bachimala              |
| Agulla Badet                         | 3.135 m. | secundari |                             | Nhèuvièlha - Pic Long             |
| La Múnia                             | 3.133 m. | principal |                             | La Múnia                          |
| Punta de Lliterola                   | 3.132 m. | principal |                             | Clarabide - Perdiguero - Boum     |
| Punta Superior del Tapou             | 3.132 m. | secundari |                             | Vinyamala                         |
| Pic Verdaguer                        | 3.131 m. | principal |                             | Estats                            |
| Pic du Milieu                        | 3.130 m. | principal |                             | Vinyamala                         |
| Pic de Gourgs Blancs                 | 3.129 m. | principal |                             | Clarabide - Perdiguero - Boum     |
| Primer Ressalt de Salenques          | 3.127 m. | secundari |                             | Maladeta - Aneto                  |
| Pic dels Veteranos                   | 3.125 m. | principal | Gemelo Nord                 | Posets - Eriste                   |
| Punta Inferior del Tapou             | 3.124 m. | secundari |                             | Vinyamala                         |
| Pavots                               | 3.121 m. | principal |                             | Posets - Eriste                   |
| Pic Royo                             | 3.121 m. | principal |                             | Clarabide - Perdiguero - Boum     |
| Punta Ledormeur                      | 3.120 m. | principal |                             | Culfreda - Bachimala              |
| Muela d'Alba                         | 3.118 m. | secundari |                             | Maladeta - Aneto                  |
| Pic d'Alba                           | 3.118 m. | principal |                             | Maladeta - Aneto                  |
| Crabioules Oriental                  | 3.116 m. | principal |                             | Clarabide - Perdiguero - Boum     |
| Agulla Superior del Clot de la Hount | 3.115 m. | secundari |                             | Vinyamala                         |
| Punta Gabarró                        | 3.115 m. | secundari |                             | Estats                            |
| Torre Armengaud                      | 3.114 m. | secundari |                             | Clarabide - Perdiguero - Boum     |
| Torre de Salenques                   | 3.111 m. | secundari | Gendarme Torre de Salenques | Maladeta - Aneto                  |
| Seil Dera Baquo                      | 3.110 m. | principal |                             | Clarabide - Perdiguero - Boum     |
| Maupas                               | 3.109 m. | principal |                             | Clarabide - Perdiguero - Boum     |
| Pic Lézat                            | 3.107 m. | principal |                             | Clarabide - Perdiguero - Boum     |
| Crabioules Occidental                | 3.106 m. | principal |                             | Clarabide - Perdiguero - Boum     |
| Pic Central de la Cascada            | 3.106 m. | principal | Pic Brulle                  | Mont Perdut                       |
| Punta Lourde Rocheblave              | 3.104 m. | secundari |                             | Clarabide - Perdiguero - Boum     |
| Cap Dera Baquo Oriental              | 3.103 m. | secundari |                             | Clarabide - Perdiguero - Boum     |
| Punta del Ibón                       | 3.100 m. | secundari |                             | Culfreda - Bachimala              |
| Cap Dera Baquo Occidental            | 3.097 m. | secundari |                             | Clarabide - Perdiguero - Boum     |
| Petita Múnia                         | 3.096 m. | secundari |                             | La Múnia                          |
| Pic Occidental de la Cascada         | 3.095 m. | principal |                             | Mont Perdut                       |
| Tuca de Lliterola                    | 3.095 m. | secundari |                             | Clarabide - Perdiguero - Boum     |
| Pic de Nhèuvièlha                    | 3.091 m. | principal |                             | Nhèuvièlha - Pic Long             |
| Sierra Morena                        | 3.090 m. | principal |                             | La Múnia                          |
| Dent de Llardana                     | 3.085 m. | principal |                             | Posets - Eriste                   |
| Troumouse                            | 3.085 m. | principal |                             | La Múnia                          |
| Infierno Central                     | 3.082 m. | principal |                             | Vathleitosa - Infierno – Argualas |
| Tuca Forao de la Neu                 | 3.080 m. | secundari |                             | Posets - Eriste                   |
| Pic de Bardamina                     | 3.079 m. | principal |                             | Posets - Eriste                   |
| Pic de Paúl                          | 3.078 m. | principal |                             | Posets - Eriste                   |
| Espatlla Esparets                    | 3.077 m. | secundari |                             | Mont Perdut                       |
| Montcalm                             | 3.077 m. | principal |                             | Estats                            |
| Infierno Oriental                    | 3.076 m. | principal |                             | Vathleitosa - Infierno – Argualas |
| Agulla Haurillón                     | 3.075 m. | secundari |                             | Maladeta - Aneto                  |
| Mau                                  | 3.074 m. | principal |                             | Nhèuvièlha - Pic Long             |
| Espatlla de Marboré                  | 3.073 m. | principal |                             | Mont Perdut                       |
| Infierno Occidental                  | 3.073 m. | principal |                             | Vathleitosa - Infierno – Argualas |
| Pic Inferior de Paúl                 | 3.073 m. | secundari |                             | Posets - Eriste                   |
| Pic de Sotllo                        | 3.072 m. | principal |                             | Estats                            |
| Astazu Oriental                      | 3.071 m. | principal |                             | Mont Perdut                       |
| Frondella                            | 3.071 m. | principal |                             | Vathleitosa - Infierno – Argualas |
| Agulla Superior de Lézat             | 3.069 m. | secundari |                             | Clarabide - Perdiguero - Boum     |
| Pic de Vallibierna                   | 3.067 m. | principal |                             | Maladeta - Aneto                  |
| Agulla Franqueville                  | 3.065 m. | secundari |                             | Maladeta - Aneto                  |
| Espijeoles                           | 3.065 m. | principal |                             | Clarabide - Perdiguero - Boum     |
| Pic Jean Arlaud                      | 3.065 m. | principal | Pic del Port d'Oô           | Clarabide - Perdiguero - Boum     |
| Frondella N                          | 3.062 m. | secundari |                             | Vathleitosa - Infierno – Argualas |
| Tuca de Culebres                     | 3.062 m. | principal |                             | Maladeta - Aneto                  |
| Petit Bachimala                      | 3.061 m. | secundari |                             | Culfreda - Bachimala              |
| Gran Quayrat                         | 3.060 m. | principal |                             | Clarabide - Perdiguero - Boum     |
| Agulla Central NW de Lézat           | 3.058 m. | secundari |                             | Clarabide - Perdiguero - Boum     |
| Maubic                               | 3.058 m. | secundari |                             | Nhèuvièlha - Pic Long             |
| Pic Marcos Feliu                     | 3.057 m. | principal |                             | Culfreda - Bachimala              |
| Frondella Central                    | 3.055 m. | secundari |                             | Vathleitosa - Infierno – Argualas |
| Gendarme d'Alba                      | 3.054 m. | secundari |                             | Maladeta - Aneto                  |
| Gran Pic d'Eriste                    | 3.053 m. | principal |                             | Posets - Eriste                   |
| Agulla Tchihatcheff                  | 3.052 m. | secundari |                             | Maladeta - Aneto                  |
| Torre Cordier                        | 3.052 m. | principal |                             | Maladeta - Aneto                  |
| Agulla SW de Cerbillona              | 3.051 m. | secundari |                             | Vinyamala                         |
| Garmo Negro                          | 3.051 m. | principal |                             | Vathleitosa - Infierno – Argualas |
| Pic del Portilló d'Oô                | 3.050 m. | principal | Pic Ollivier                | Clarabide - Perdiguero - Boum     |
| Torre Costerillou                    | 3.049 m. | secundari | Torre George Cadier         | Vathleitosa - Infierno – Argualas |
| Punta Mamy                           | 3.048 m. | secundari |                             | Clarabide - Perdiguero - Boum     |
| Argualas                             | 3.046 m. | principal |                             | Vathleitosa - Infierno – Argualas |
| Baudrimont NW                        | 3.045 m. | principal |                             | Mont Perdut                       |
| Eriste S                             | 3.045 m. | principal |                             | Posets - Eriste                   |
| Pic Audoubert                        | 3.045 m. | secundari |                             | Clarabide - Perdiguero - Boum     |
| Pic Rabadà                           | 3.045 m. | secundari |                             | Clarabide - Perdiguero - Boum     |
| Agulla Cregüenya                     | 3.043 m. | secundari |                             | Maladeta - Aneto                  |
| Agulla Inferior del Clot de la Hount | 3.043 m. | secundari |                             | Vinyamala                         |
| Pic Camboué                          | 3.043 m. | principal |                             | Clarabide - Perdiguero - Boum     |
| Pic Navarro                          | 3.043 m. | secundari |                             | Clarabide - Perdiguero - Boum     |
| Tusse de Remunye                     | 3.041 m. | secundari |                             | Clarabide - Perdiguero - Boum     |
| Tres Conselhèrs                      | 3.039 m. | principal |                             | Nhèuvièlha - Pic Long             |
| Agulla Central SE de Lézat           | 3.037 m. | secundari |                             | Clarabide - Perdiguero - Boum     |
| Pic d'Aragüells                      | 3.037 m. | principal |                             | Maladeta - Aneto                  |
| Algas                                | 3.036 m. | principal |                             | Vathleitosa - Infierno – Argualas |
| Agulla Argarot                       | 3.035 m. | secundari |                             | Maladeta - Aneto                  |
| Turon de Nhèuvièlha                  | 3.035 m. | principal |                             | Nhèuvièlha - Pic Long             |
| Culfreda                             | 3.034 m. | principal |                             | Culfreda - Bachimala              |
| Gabieto Occidental                   | 3.034 m. | principal |                             | Mont Perdut                       |
| Pic Gourdon                          | 3.034 m. | principal | Pic Noir                    | Clarabide - Perdiguero - Boum     |
| Punta Russell Oriental               | 3.034 m. | secundari |                             | Maladeta - Aneto                  |
| Comaloforno                          | 3.033 m. | principal |                             | Besiberri                         |
| Algas N                              | 3.032 m. | secundari |                             | Vathleitosa - Infierno – Argualas |
| Culfreda NE                          | 3.032 m. | secundari |                             | Culfreda - Bachimala              |
| Petit Vinyamala                      | 3.032 m. | principal |                             | Vinyamala                         |
| Bugarret                             | 3.031 m. | principal |                             | Nhèuvièlha - Pic Long             |
| Gabieto Oriental                     | 3.031 m. | principal |                             | Mont Perdut                       |
| Besiberri Sud                        | 3.030 m. | principal |                             | Besiberri                         |
| Abeillé                              | 3.029 m. | principal |                             | Culfreda - Bachimala              |
| Agulla SW de Russell                 | 3.029 m. | secundari |                             | Maladeta - Aneto                  |
| Pointe des Aires                     | 3.028 m. | secundari |                             | La Múnia                          |
| Agulla de Lliterola                  | 3.028 m. | secundari |                             | Clarabide - Perdiguero - Boum     |
| Culfreda Central                     | 3.028 m. | secundari |                             | Culfreda - Bachimala              |
| Forca Estasen                        | 3.028 m. | secundari |                             | Maladeta - Aneto                  |
| Punta Escaleras                      | 3.027 m. | secundari |                             | Mont Perdut                       |
| Baudrimont SE                        | 3.026 m. | principal |                             | Mont Perdut                       |
| Agulla Jean Garnier                  | 3.025 m. | secundari |                             | Clarabide - Perdiguero - Boum     |
| Eriste N                             | 3.025 m. | principal | Beraldi                     | Posets - Eriste                   |
| Pic de la Pez                        | 3.024 m. | principal |                             | Culfreda - Bachimala              |
| Agulla Inferior de Lézat             | 3.023 m. | secundari |                             | Clarabide - Perdiguero - Boum     |
| Lustou                               | 3.023 m. | principal |                             | Culfreda - Bachimala              |
| Agulla Cadier                        | 3.022 m. | secundari |                             | Vathleitosa - Infierno – Argualas |
| Agulla d'Ussel                       | 3.022 m. | secundari |                             | Vathleitosa - Infierno – Argualas |
| Heid                                 | 3.022 m. | principal |                             | La Múnia                          |
| Agulla Juncadella                    | 3.021 m. | principal |                             | Maladeta - Aneto                  |
| Pala Crabonosa                       | 3.021 m. | principal |                             | Nhèuvièlha - Pic Long             |
| Pic de Clarabide                     | 3.020 m. | principal |                             | Clarabide - Perdiguero - Boum     |
| Pic del Puerto de la Pez             | 3.018 m. | principal |                             | Culfreda - Bachimala              |
| Dènt d'Estibèra Mala                 | 3.017 m. | principal |                             | Nhèuvièlha - Pic Long             |
| Agulla Torrat                        | 3.014 m. | secundari |                             | Nhèuvièlha - Pic Long             |
| Besiberri Nord                       | 3.014 m. | principal |                             | Besiberri                         |
| Punta Alta de Comalesbienes          | 3.014 m. | principal |                             | Besiberri                         |
| Astazu Occidental                    | 3.012 m. | principal |                             | Mont Perdut                       |
| Pic Oriental de Clarabide            | 3.012 m. | secundari |                             | Clarabide - Perdiguero - Boum     |
| Agulla Pondiellos                    | 3.011 m. | secundari |                             | Vathleitosa - Infierno – Argualas |
| Pic de Gías                          | 3.011 m. | principal |                             | Clarabide - Perdiguero - Boum     |
| Ramonh                               | 3.011 m. | principal |                             | Nhèuvièlha - Pic Long             |
| Dent Royo                            | 3.010 m. | secundari |                             | Posets - Eriste                   |
| Punta Lacq                           | 3.010 m. | secundari |                             | Clarabide - Perdiguero - Boum     |
| Tuc de Molières                      | 3.010 m. | principal |                             | Maladeta - Aneto                  |
| Torre de Marboré                     | 3.009 m. | principal |                             | Mont Perdut                       |
| Pic Belloc                           | 3.008 m. | principal |                             | Clarabide - Perdiguero - Boum     |
| Pic Occidental de Clarabide          | 3.008 m. | secundari |                             | Clarabide - Perdiguero - Boum     |
| Belloc S                             | 3.007 m. | secundari |                             | Clarabide - Perdiguero - Boum     |
| Forqueta                             | 3.007 m. | principal |                             | Posets - Eriste                   |
| Punta Rebol Vidal                    | 3.007 m. | secundari |                             | Nhèuvièlha - Pic Long             |
| Arnales                              | 3.006 m. | principal |                             | Vathleitosa - Infierno – Argualas |
| Belloc Central                       | 3.006 m. | secundari |                             | Clarabide - Perdiguero - Boum     |
| Boum                                 | 3.006 m. | principal |                             | Clarabide - Perdiguero - Boum     |
| Casco de Marboré                     | 3.006 m. | principal |                             | Mont Perdut                       |
| Estaragne                            | 3.006 m. | principal |                             | Nhèuvièlha - Pic Long             |
| Gran Facha                           | 3.005 m. | principal |                             | Vathleitosa - Infierno – Argualas |
| Forqueta SE                          | 3.004 m. | secundari |                             | Posets - Eriste                   |
| Rodó de Canalbona                    | 3.004 m. | secundari |                             | Estats                            |
| Pic Saint Saud                       | 3.003 m. | principal |                             | Clarabide - Perdiguero - Boum     |
| Robinyera                            | 3.003 m. | principal |                             | La Múnia                          |
| Punta de las Olas                    | 3.002 m. | principal |                             | Mont Perdut                       |
| Frondella SW                         | 3.001 m. | secundari |                             | Vathleitosa - Infierno – Argualas |
| Petit Pic del Portilló               | 3.000 m. | secundari |                             | Clarabide - Perdiguero - Boum     |